# Ararat (Australien)
Ararat ist eine Stadt im Südwesten des australischen Bundesstaates Victoria. Sie liegt ca. 205 km westlich von Melbourne am Western Highway, an den Osthängen der Ararat Hills im Tal des Cemetery Creek. Bei der Volkszählung 2016 wurden 6.925 Einwohner ermittelt.
Ararat ist die größte Ansiedlung im Local Government Area Ararat Rural City und deren Verwaltungszentrum.
Die Entdeckung von Gold 1857, während des victorianischen Goldrausches, machte aus Ararat eine Boomtown, die bis zum Beginn des 20. Jahrhunderts wuchs und gedieh. Danach nahm die Bevölkerungszahl stetig ab. Am 24. Mai 1950 erhielt Ararat das Stadtrecht, aber bis heute sank die Bevölkerungszahl weiter.
Die Stadt wurde nach dem Mount Ararat 10 km westlich benannt. Dieser wiederum erhielt seinen Namen 1841 von Horatio Wills.

## Geschichte

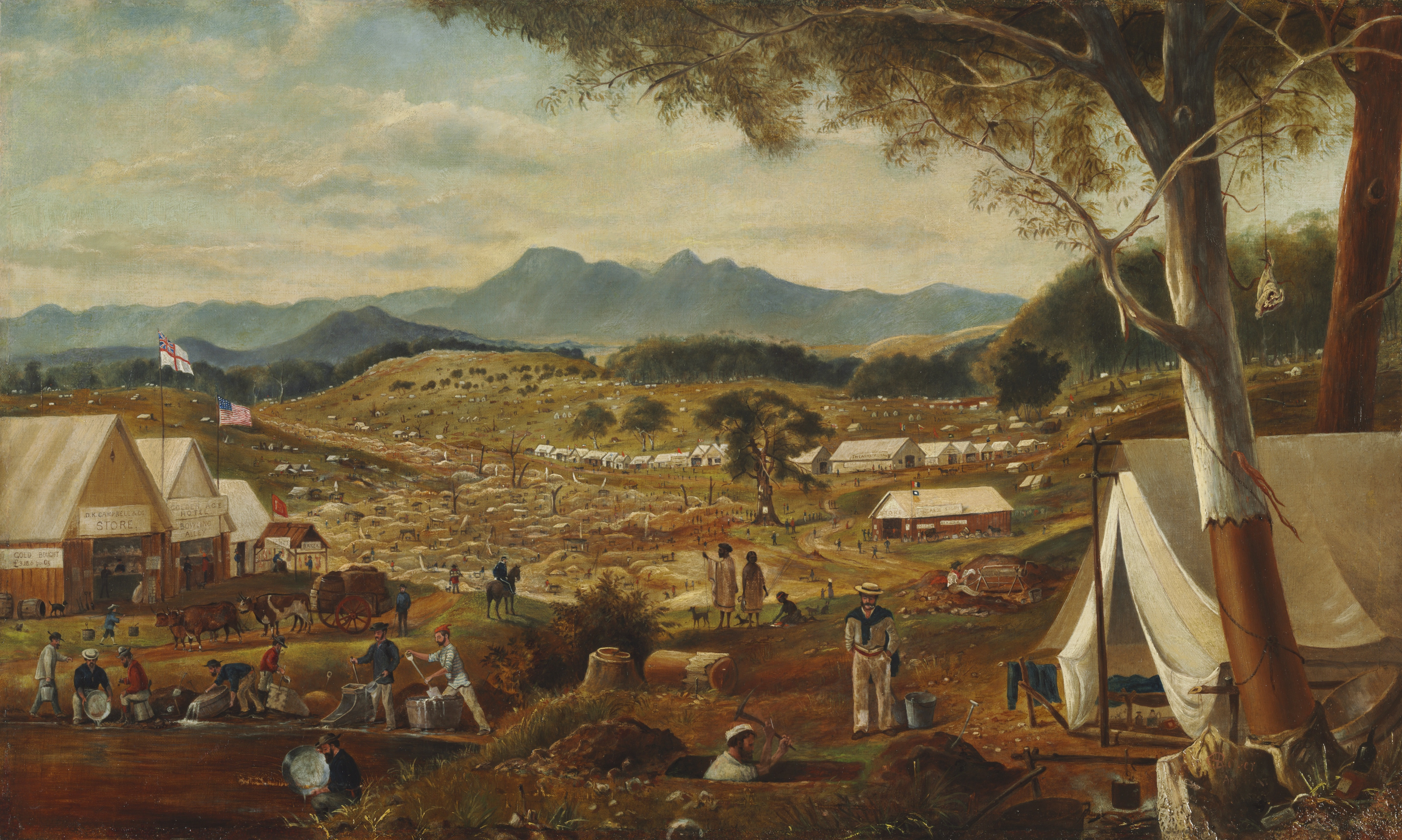
Edward Roper: Gold diggings, Ararat, ca. 1854–1858, Öl auf Leinwand, State Library of New South Wales

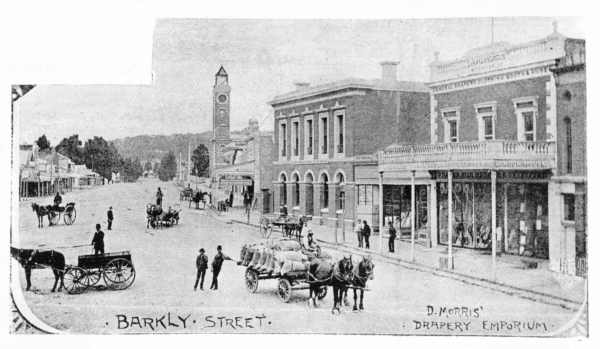
Upper Barkly Street 1894. Der Turm der Feuerwehr (heute abgebrochen) ist das hohe Gebäude im Hintergrund. Die E.S. & A. Bank und der Tuchhandel sind auf der rechten Seite zu sehen.

Vor der europäischen Besiedelung war das Land des heutigen Ararat vom Aboriginesstamm der Tjapwurong bewohnt.
In den 1840er-Jahren siedelten die ersten Europäer in der Grampians, nachdem der Entdecker Thomas Livingstone Mitchell 1836 durch dieses Gebiet zog. 1841 schrieb Horatio Wills auf seiner Landsuche weiter im Süden in sein Tagebuch: "like in the Ark we rested" (Wir lagerten wie auf Noahs Arche). Daher benannte er den nahegelegenen Hügel Mount Ararat. Nach dem Berg wurde später die Stadt benannt.
Das erste Postamt wurde am 1. Februar 1856 eröffnet, wurde aber bis 31. August 1857 Cathcart genannt.
1857 fand eine Gruppe chinesischer Bergleute auf ihrem Weg zu den Goldfeldern im Zentrum von Victoria an der dann ‘’Canton-Ader’’ genannten Stelle Gold. Damit begann das immense Wachstum von Ararat. Die chinesische Gemeinde in Ararat war sehr groß. Das Gum San Chinese Heritage Centre bewahrt ihr Andenken.
Das schnelle Bevölkerungswachstum brachte eine Gemeinde hervor, die am 24. September 1858 als Vorstadt registriert wurde.
Ararat wurde zur Stadt der Irrenanstalten. J Ward, eine Anstalt für geisteskranke Straftäter, wurde 1859 dort eröffnet. 1865 öffnete mit dem Aradale Mental Hospital ein großes Krankenhaus zur Behandlung Geisteskranker. Beide Einrichtungen wurden dann wieder geschlossen, bleiben aber bis heute Erinnerungsstücke an die Rolle der Stadt als Zentrum für die Behandlung psychisch kranker Patienten.
1863 pflanzten französische Siedler Weinstöcke an.

## Wirtschaft
Die Wirtschaft von Ararat umfasst im Wesentlichen verschiedene Zweige der Landwirtschaft, wie Haltung von Schafen für Wolle, Rinderhaltung für Fleisch und den Weinbau in den Grampians. Daneben gibt es in der Umgebung eine Reihe von Windparks, wie z. B. in den Challicum Hills, die große Mengen erneuerbarer Energie in das Stromnetz einspeisen.
In der Stadt gibt es auch etliche Dienstleistungsbetriebe im Gesundheitssektor und in der Verwaltung. Sie ist auch ein regionales Handelszentrum. Das Hopkins Correctional Centre (Gefängnis) liegt auch in Ararat.
Der Tourismus durch den benachbarten Grampians-Nationalpark und die Weinbaubetriebe in den Grampians ist ein kleiner, aber wichtiger Wirtschaftszweig mit 150 Arbeitsplätzen, der jährlich AU-$ 8 Mio. erwirtschaftet. Wichtiger ist noch der Einfluss auf die Wirtschaft der Umgebung, wo die Touristen jährlich AU-$ 270 Mio. ausgeben.

## Geografie

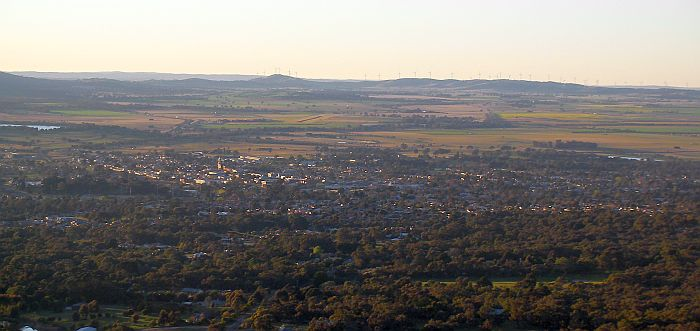
Ararat vom One Tree Hill Lookout. Blick nach Südwesten auf die Challicum Hills Wind Farm.

Ararat liegt in der Mitte zwischen verschiedenen Gebirgen, wie den Grampians, dem Mount Langi Ghiran, dem Mount Cole, dem Mount Buanger, den Ararat Hills und den Pyrenees Ranges. Der Cemetery Creek, der wichtigste Wasserlauf des Tales, fließt durch die nördlichen Stadtviertel und der Green Hills Lake liegt am östlichen Stadtrand.

### Klima
|                       | Jan  | Feb  | Mär  | Apr  | Mai  | Jun  | Jul  | Aug  | Sep  | Okt  | Nov  | Dez  |   |       |
| Mittl. Tagesmax. (°C) | 27,1 | 27,2 | 24,1 | 19,7 | 15,5 | 12,5 | 11,8 | 13,1 | 15,3 | 18,2 | 21,8 | 24,5 | ⌀ | 19,2  |
| Mittl. Tagesmin. (°C) | 11,1 | 11,2 | 9,5  | 7,1  | 5,3  | 3,9  | 3,3  | 3,8  | 5,0  | 5,9  | 7,9  | 9,4  | ⌀ | 6,9   |
|                       |      |      |      |      |      |      |      |      |      |      |      |      |   |       |
| Niederschlag (mm)     | 34,7 | 29,4 | 30,3 | 38,5 | 50,8 | 60,4 | 62,9 | 70,7 | 59,3 | 51,1 | 44,6 | 41,1 | Σ | 573,8 |
|                       |      |      |      |      |      |      |      |      |      |      |      |      |   |       |
| Regentage (d)         | 7,2  | 5,5  | 7,9  | 9,8  | 13,6 | 17,7 | 18,8 | 18,0 | 15,5 | 12,8 | 10,5 | 8,7  | Σ | 146   |

| 11,1 |

| 11,2 |

| 9,5 |

| 7,1 |

| 5,3 |

| 3,9 |

| 3,3 |

| 3,8 |

| 5,0 |

| 5,9 |

| 7,9 |

| 9,4 |

| 11,1 |

| 11,2 |

| 9,5 |

| 7,1 |

| 5,3 |

| 3,9 |

| 3,3 |

| 3,8 |

| 5,0 |

| 5,9 |

| 7,9 |

| 9,4 |

## Demografie
84 % der Einwohner Ararats sind in Australien geboren und 58 % sind christlichen Glaubens, 23 % sind der katholischen und 12 % der anglikanischen Konfession zugehörig.

## Verwaltung

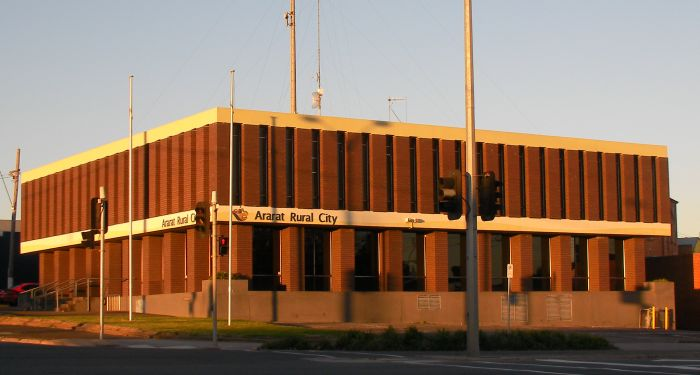
Büros der Rural City of Ararat

In der Stadt gibt es die Stadtverwaltung und die Verwaltung der LGA Rural City of Ararat. Im australischen Parlament ist Ararat durch die Division of Wannon vertreten.
Ararat besitzt eine einzige Polizeistation einen Magistratsgerichtshof und ein Jugendgericht, alle in der Barkly Street.

## Schulen und Bildungseinrichtungen
Ararat besitzt vier Grundschulen, die Ararat Primary School, die Ararat West Primary School, die Ararat North Primary School und die St. Marys Catholic Primary School. Daneben gibt es etliche Kindergärten in der Stadt. Es gibt zwei Colleges, das Ararat Community College und das Marian College, eine katholische Bildungseinrichtung. In Ararat finden sich örtliche Niederlassungen der University of Ballarat und des Northern Melbourne Institute of TAFE.

## Kultur

### Kunst

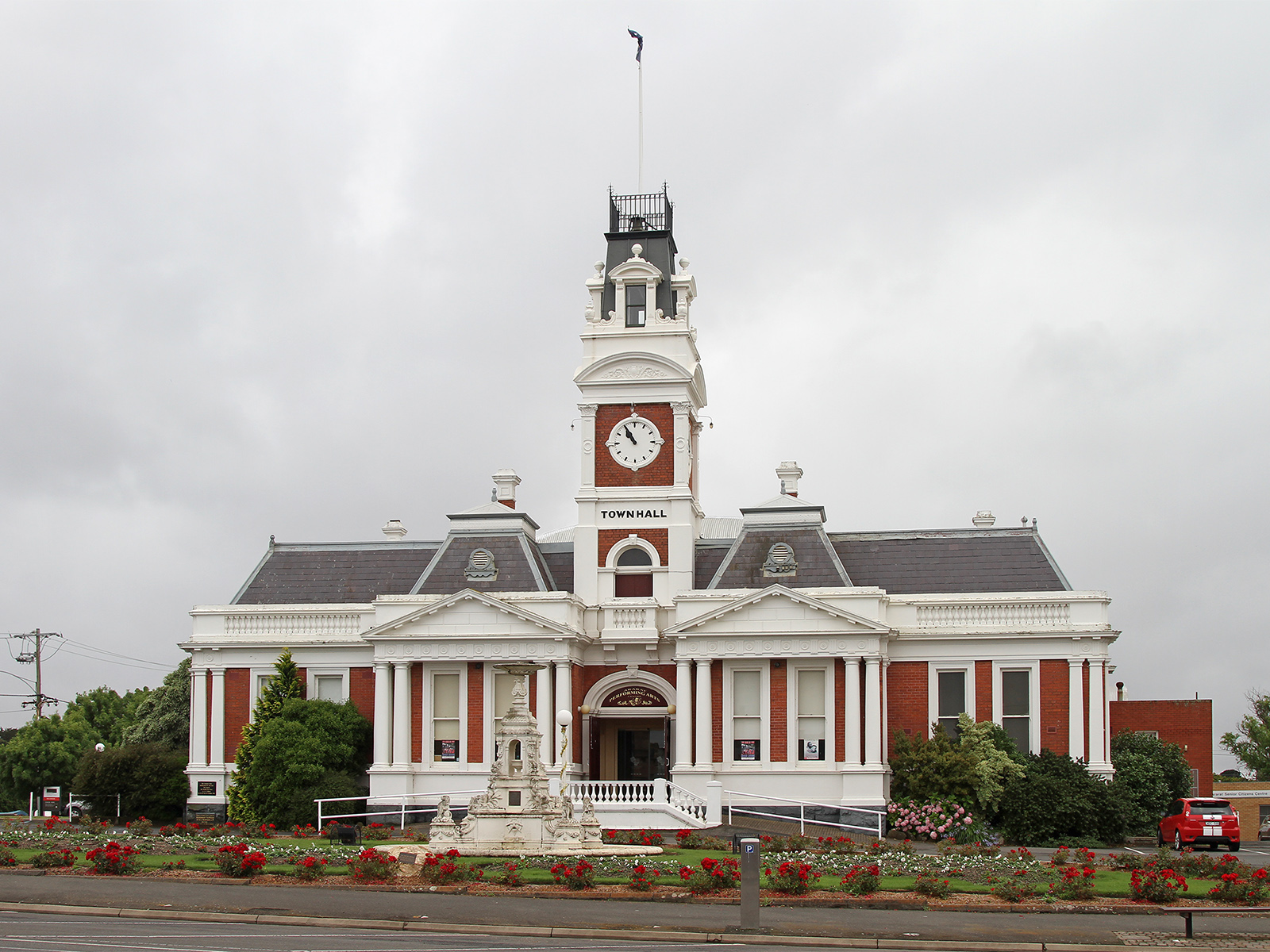
Frühere Stadthalle, heute Ararat Regional Art Gallery und Ararat Performing Arts Centre

Ararats frühere Stadthalle, die 1899 von Molloy und Smith gebaut und in die nationale Denkmalliste aufgenommen wurde, beherbergt heute die Ararat Regional Art Gallery und das Ararat Performing Arts Centre.

### Sport
Australian Football ist ein beliebter Sport in Ararat. Der Ararat Football Club (gegründet 1871) war Gründungsmitglied der Wimmera Football League, in der er auch heute noch spielt und zuletzt 2001 die Meisterschaft gewann. Ein zweiter Verein, der Ararat Eagles Football Club, wurde erst 2000 gegründet und spielt in der Lexton Plains Football League. Wie viele Footballclubs auf dem Land, bieten auch die in Ararat Netball für Damen an. Die Ararat Rats vertreten die Stadt in der Wimmera Netball Association.
Der Pferderennverein, der Wimmera Racing Club, richtet im Jahr fünf Wettbewerbe in Ararat aus, darunter den Ararat Cup im November.
Der Trabrennverein von Ararat trägt auf der Rennbahn der Stadt ebenfalls regelmäßig Wettbewerbe aus.
Golfer spielen im Aradale Golf Club an der Grano Street oder im Chalambar Golf Club an der Golf Links Road.
Motocross wurde zu einem populären Sport in der Region und der Ararat Motorcycle Club führt regelmäßig Wettbewerbe, auch bis auf bundesstaatliches Niveau, durch.
Fußball wird in Jugendmannschaften gespielt; der Wettbewerb ist die Ararat and Grampians YMCA School Competition für Kinder der Jahrgangsstufen 8–12.

### Festivals
Das wichtigste örtliche Festival ist das Golden Gateway Festival, das seit 1958 durchgeführt wird. Damals wurde es zur 100-Jahr-Feier der Stadt abgehalten.
Das Jailhouse Rock Festival, ein 1950er-Revival-Festival, wird seit 1994 zweimal im Jahr in Ararat abgehalten.

### Schiffe
Zwei Schiffe der Royal Australian Navy wurden nach dieser Stadt benannt, die HMAS Ararat (K 34), eine Korvette der Bathurst-Klasse, und die HMAS Ararat (ACPB 89), Patrouillenboot de Armidale-Klasse.

## Infrastruktur

### Verkehr

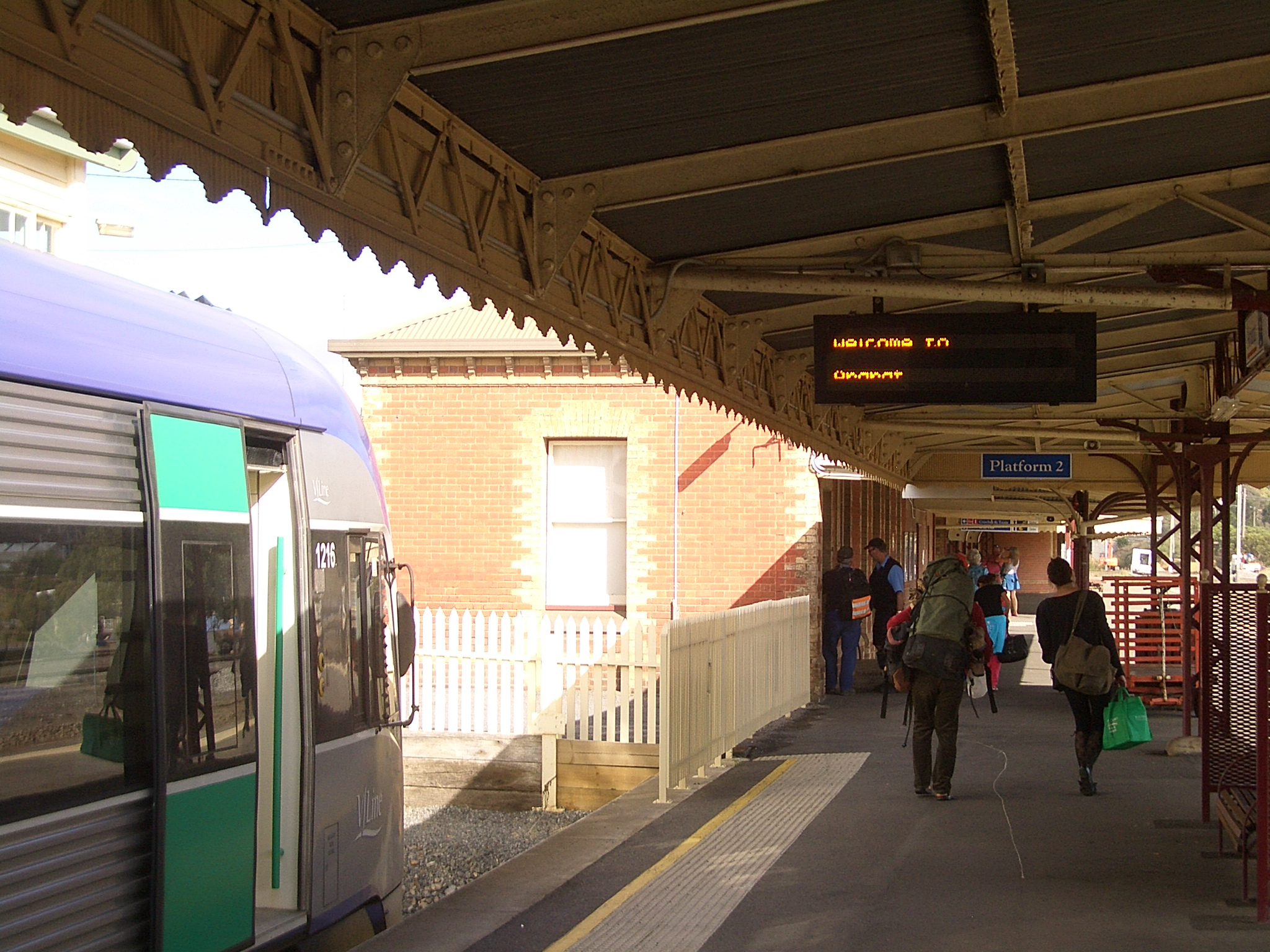
Ein VLocity-Dieseltriebzug endet am Bahnhof in Ararat

Das wichtigste Verkehrsmittel in Ararat ist das Auto. Laut der Volkszählung von 2006 fahren 88 % der Bevölkerung mit Motorfahrzeugen zum Arbeitsplatz, der überwiegende Anteil davon mit dem eigenen Auto. Ararat liegt an der Kreuzung vieler Fernverkehrsstraßen, wie dem Western Highway (über die High Street, Richtung Osten nach Ballarat und Melbourne und Richtung Westen nach Horsham und Adelaide), dem Pyrenees Highway (über die Vincent Street, Richtung Osten nach Avoca und Maryborough), der Ararat Pomonal Road (über die Barkly Street Richtung Westen nach Halls Gap) und die Mortlake Ararat Road (über die Vincent Street Richtung Süden mit Anschluss Westen (Hamilton), Süden (Warrnambool) und Osten (Geelong)). Ararats Innenstadtstraßen sind nach dem hippodamischen Schema ausgelegt. Ararat Transit führt 120 Busfahrten auf drei Routen an sechs Wochentagen durch. Die Routen sind auch mit der Eisenbahnlinie vertaktet. Laut der Volkszählung 2006 fuhren nur vier Leute mit dem Bus zur Arbeitsstelle. Ararat Cabs bietet seit November 2010 sechs normale Taxis und einen Rollstuhlbus (für zwei Rollstuhlfahrer oder zehn normale Passagiere) an.
Auf der Schiene gibt es sowohl Personen- als auch Güterverkehr in Ararat. Der Bahnhof liegt an der gleichnamigen Bahnlinie und ist zugleich Endbahnhof des Ararat Service von V/Line. Zweimal am Tag fahren VLocity-Züge nach Ballarat (Fahrzeit: 53 Minuten) und weiter nach Melbourne (Fahrzeit: 133–143 Minuten), wobei einige Züge auch an weiteren Bahnhöfen auf der Strecke halten. Der Bahnhof Ararat bildet den Knotenpunkt der Western standard gauge railway line und der Eisenbahnlinie nach Avoca. The Overland fährt dreimal pro Woche nach Melbourne (Fahrzeit: 140 Minuten) und es ist auch eine Fahrt nach Adelaide (Fahrzeit: 16 Stunden) möglich.
Ararat besitzt auch einen Regionalflugplatz (ICAO: YARA, IATA: ARY) fünf Kilometer südlich der Innenstadt am Western Highway.

### Gesundheitsvorsorge

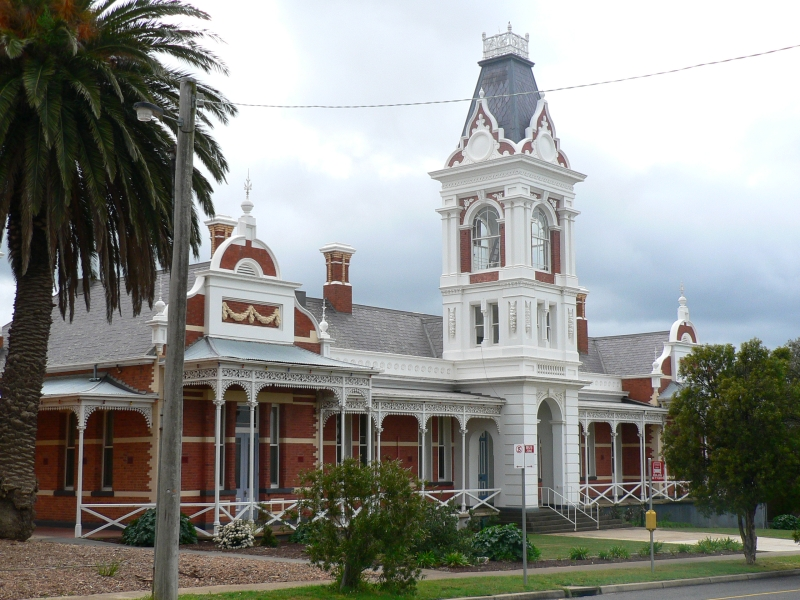
Früheres Ararat Hospital (1885–86)

Das Ararat & District Hospital (gegründet 1850) ist ein wichtiges regionales Krankenhaus und wird vom East Grampians Health Service und vom Ararat Medical Centre betrieben.

### Wasserversorgung
Ararat erhält sein Trinkwasser aus dem Langi-Ghiran-Stausee und dem Picnic-Road-Stausee, beide im Langi Ghiran State Park und betrieben vom Ararat Rural City Council. Der Olivers-Gully-Stausee ist eine weitere Quelle der Wasserversorgung, falls die beiden anderen nicht zur Verfügung stehen.

## Persönlichkeiten
- Charles J. Merfield (1866–1931), Ingenieur und Astronom
- Air Chief Marshal Sir Frederick Scherger (1904–1984) wurde am 18. Mai 1904 in Ararat geboren.
- Margaret McArthur (1919–2002), Ernährungswissenschaftlerin und Anthropologin
- Robert Borbidge (* 1954), Politiker
- Shane Kelly (* 1972), olympischer Radrennfahrer und Medaillengewinner, stammt ebenfalls aus Ararat.
- Nicholas Sanderson (* 1984), Radrennfahrer
- Lucas Hamilton (* 1996), Radrennfahrer